# Esteve Sala i Canyadell
Esteve Sala i Canyadell   (1880 - Sant Sebastià, 9 de juny de 1938) va ser el vintè president del FC Barcelona.
Fou nomenat president el 16 de juliol del 1934 amb el principal objectiu de redreçar la crítica situació econòmica i esportiva que travessava el club. En el terreny econòmic, va unificar les quotes mensuals dels socis, que va augmentar a cinc pessetes. En l'àmbit esportiu, va fitxar Platko com a tècnic i dos jugadors estrangers, l'hongarès Elemér Berkessy i l'uruguaià Enrique Fernández Viola, així com dues promeses del país, Raich i Escolà. El rendiment de l'equip millorà i aconseguí guanyar el Campionat de Catalunya.
En el terreny social, Sala fou el primer president que va incloure una dona a la directiva, Anna Maria Martínez Sagi.
Esteve Sala va decidir no presentar-se a la reelecció al·legant motius personals i el 27 de juliol del 1935 i va cedir la presidència a Josep Suñol.